# یولدوز توردیوا
یولدوز توردیوا (زادهٔ ۱۰ اوت ۱۹۸۵) خواننده اهل ازبکستان است. یولدوز توردیوا در نزدیکی بخارا، جمهوری شوروی سوسیالیستی ازبکستان به دنیا آمد. او در ۱۲ سالگی، به موسیقی سنتی علاقه پیدا کرد. وی اهنگ‌های فارسی زیادی خوانده و در میان فارسی زبانان و به ویژه ایرانی‌ها نیز بسیار محبوب شده است.